# Kanchanaburi Power FC
Der  Kanchanaburi Power Football Club ist ein thailändischer Fußballverein aus Kanchanaburi. Aktuell spielt der Verein in der ersten Liga.
Bis Mitte 2024 hieß der Verein Dragon Pathumwan Kanchanaburi FC.

## Geschichte
Der Verein wurde 2017 als Singha Rakhang Thong Muangkan FC gegründet. 2019 spielte der Klub in der Thailand Amateur League. Ende 2019 stieg der Verein in die vierte Liga, die Thai League 4, auf. Hier spielte er in der Western Region. Nachdem die vierte Liga im März 2020 aufgrund der COVID-19-Pandemie abgebrochen wurde, und der thailändische Verband die Thai League 4 und die Thai League 3 während der Pause zusammenlegte, startete der Verein bei Wiederaufnahme des Spielbetriebes in der Thai League 3. Hier trat man in der Western Region an. Zu Beginn der Saison 2022/23 wurde der Verein von Singha Golden Bells Kanchanaburi FC in Dragon Pathumwan Kanchanaburi FC umbenannt. Am Ende der Saison feierte der Verein die Meisterschaft der Region und die Teilnahme an der Aufstiegsrunde zur zweiten Liga. Im Spiel um Platz drei konnte man sich gegen den Vertreter der Eastern Region Pattaya Dolphins United durchsetzen und stieg schließlich in die zweite Liga auf. Am 15. Juni 2024 stand er Verein im Finale des FA Cups. Hier verlor man im Elfmeterschießen gegen den Erstligisten Bangkok United. Im Sommer 2024 wurde der Verein in Kanchanaburi Power Football Club umbenannt. Am Ende der Saison 2024/25 belegte der Verein den vierten Tabellenplatz und qualifizierte sich somit für die Play-off-Spiele zur ersten Liga. Im Halbfinale konnte man sich gegen den fünftplatzierten Mahasarakham SBT FC durchsetzen. Im Finale traf man auf den Phrae United FC. Das Hinspiel im eigenen Stadion gewann man mit 3:2. Das Rückspiel endete 2:2. Kanchanaburi gewann mit insgesamt 5:4 und stieg somit in die erste Liga auf.

## Erfolge
- Thai League 3 – West: 2022/23

- Thai League 3 – National Championship: 2022/23 3. Platz  ▲

- FA Cup

Finalist: 2023/24

## Stadion

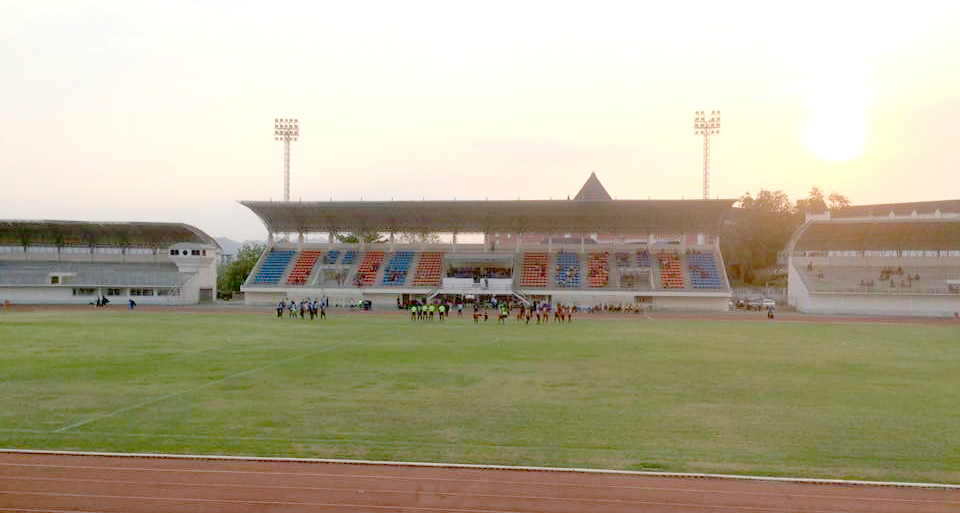
Kanchanaburi Province Stadium

Der Verein trägt seine Heimspiele im Kanchanaburi Province Stadium (thailändisch สนามกีฬาจังหวัดกาญจนบุรี), auch Kleeb Bua Stadium (thailändisch สนามกลีบบัว) genannt, in Kanchanaburi aus. Das Mehrzweckstadion hat ein Fassungsvermögen von 13.000 Zuschauern.
Koordinaten: 14° 5′ 59,5″ N, 99° 30′ 9,9″ O

## Aktueller Kader
Stand: 1. Februar 2025
| Nr. |            | Position | Name                     |
| --- | ---------- | -------- | ------------------------ |
| 1   | Thailand   | TW       | Prasit Padungchok        |
| 2   | Thailand   | MF       | Ekkasit Chaobut          |
| 4   | Thailand   | AB       | Rachata Somporn          |
| 6   | Thailand   | AB       | Wattana Klomjit          |
| 7   | Japan      | ST       | Kei Sano                 |
| 8   | Thailand   | MF       | Suchao Nuchnum           |
| 9   | Myanmar    | ST       | Than Paing               |
| 10  | Thailand   | ST       | Chenrop Samphaodi        |
| 11  | Thailand   | ST       | Kitsana Kasemkulwirai    |
| 16  | Brasilien  | AB       | Jeferson Sousa           |
| 17  | Thailand   | AB       | Parinya Utapao           |
| 18  | Thailand   | MF       | Pongpat Liorungrueangkit |
| 19  | Thailand   | TW       | Chinnapong Raksri        |
| 21  | Frankreich | ST       | Mohamed Mara             |
| 24  | Thailand   | AB       | Napat Thongnak           |

| Nr. |           | Position | Name                        |
| --- | --------- | -------- | --------------------------- |
| 25  | Thailand  | TW       | Nalubate Boonyarat          |
| 28  | Thailand  | MF       | Prachya Fudsuparp           |
| 29  | Thailand  | MF       | Anawat Koedsombat           |
| 30  | Thailand  | MF       | Ittipol Akpatcha            |
| 32  | Thailand  | AB       | Kitinun Suttiwiriyakul      |
| 37  | Thailand  | AB       | Nithinan Homsuwan           |
| 38  | Thailand  | TW       | Theerapat Sonjai            |
| 41  | Brasilien | ST       | Amarildo                    |
| 44  | Thailand  | AB       | Sila Srikampang             |
| 49  | Thailand  | AB       | Piyawat Petra               |
| 57  | Thailand  | MF       | Hafis                       |
| 63  | Thailand  | AB       | Jhetsaphat Khuantanom       |
| 80  | Thailand  | MF       | Navapan Thianchai           |
| 88  | Thailand  | ST       | Richard Gertsch             |
| 99  | Thailand  | AB       | Satsanapong Wattayuchutikul |

## Trainer
| Trainer                    | Nation             | von              | bis                |
| -------------------------- | ------------------ | ---------------- | ------------------ |
| Pannarai Pansiri           | Thailand           | 3. Dezember 2020 | 13. Januar 2022    |
| Kitnarong Haolert          | Thailand           | 13. Januar 2022  | 30. April 2022     |
| Pannarai Pansiri           | Thailand           | 10. Juni 2022    | 24. September 2022 |
| Yai Ninwong                | Thailand           | 6. Oktober 2022  | 7. Juni 2023       |
| Douglas                    | Brasilien Portugal | 23. Juni 2023    | 11. Februar 2024   |
| Somchai Makmool            | Thailand           | 12. Februar 2024 | 6. Oktober 2024    |
| Ranon Intratural (Interim) | Thailand           | 8. Oktober 2024  | 4. November 2024   |
| Dusit Chalermsan           | Thailand           | 5. November 2024 |                    |

## Saisonplatzierung
| Saison                              | Liga                                      | Liga                             | Liga                             | Liga                             | Liga                             | Liga                             | Liga                             | Liga                             | Liga                             | Pokal                            | Pokal                            |
| Saison                              | Liga                                      | Level                            | Spiele                           | S                                | U                                | N                                | Tore                             | Punkte                           | Position                         | FA Cup                           | League Cup                       |
| Singha Rakhang Thong Muangkan FC    | Singha Rakhang Thong Muangkan FC          | Singha Rakhang Thong Muangkan FC | Singha Rakhang Thong Muangkan FC | Singha Rakhang Thong Muangkan FC | Singha Rakhang Thong Muangkan FC | Singha Rakhang Thong Muangkan FC | Singha Rakhang Thong Muangkan FC | Singha Rakhang Thong Muangkan FC | Singha Rakhang Thong Muangkan FC | Singha Rakhang Thong Muangkan FC | Singha Rakhang Thong Muangkan FC |
| ----------------------------------- | ----------------------------------------- | -------------------------------- | -------------------------------- | -------------------------------- | -------------------------------- | -------------------------------- | -------------------------------- | -------------------------------- | -------------------------------- | -------------------------------- | -------------------------------- |
| 2019                                | Thailand Amateur League – West (Group A3) | 5                                | 2                                | 1                                | 1                                | 0                                | 5:3                              | 4                                | 1.                               | –                                | –                                |
| Singha Golden Bells Kanchanaburi FC |                                           |                                  |                                  |                                  |                                  |                                  |                                  |                                  |                                  |                                  |                                  |
| 2020                                | Thai League 4 – West                      | 4                                | 2                                | 0                                | 1                                | 1                                | 2:3                              | 1                                | 6.                               |                                  |                                  |
| 2020/21                             | Thai League 3 – West                      | 3                                | 17                               | 6                                | 6                                | 5                                | 19:22                            | 24                               | 4.                               |                                  |                                  |
| 2021/22                             | Thai League 3 – West                      | 3                                | 20                               | 9                                | 4                                | 7                                | 28:29                            | 31                               | 4.                               | 2. Runde                         | Play-off-Runde                   |
| Dragon Pathumwan Kanchanaburi FC    |                                           |                                  |                                  |                                  |                                  |                                  |                                  |                                  |                                  |                                  |                                  |
| 2022/23                             | Thai League 3 – West                      | 3                                | 22                               | 17                               | 1                                | 4                                | 69:26                            | 52                               | 1.                               | 1. Runde                         | Achtelfinale                     |
| 2022/23                             | Thai League 3 – National Championship     | 3                                |                                  |                                  |                                  |                                  |                                  |                                  | 3. ▲                             |                                  |                                  |
| 2023/24                             | Thai League 2                             | 2                                | 34                               | 10                               | 8                                | 16                               | 43:52                            | 38                               | 13.                              | 2. Platz                         | Play-off-Spiele                  |
| Kanchanaburi Power FC               |                                           |                                  |                                  |                                  |                                  |                                  |                                  |                                  |                                  |                                  |                                  |
| 2024/25                             | Thai League 2                             | 2                                | 32                               | 13                               | 13                               | 6                                | 53:36                            | 52                               | 4. ▲                             | 1. Runde                         | Play-off-Spiele                  |
| 2025/26                             | Thai League                               | 1                                |                                  |                                  |                                  |                                  |                                  |                                  |                                  |                                  |                                  |

| Abbruch nach dem zweiten Spieltag aufgrund der COVID-19-Pandemie |

## Beste Torschützen seit 2017
| Saison  | Name                  | Tore |
| ------- | --------------------- | ---- |
| 2020/21 | Nattapong Kumnaet     | 5    |
| 2021/22 | Lucas Massaro         | 7    |
| 2022/23 | Sergey Tumasyan       | 14   |
| 2023/24 | Ricardo Pires         | 9    |
| 2024/25 | Kitsana Kasemkulwirai | 9    |
| 2025/26 |                       |      |

## Zuschauerzahlen seit 2023
| Saison  | Liga          | Level | Gesamt- zuschauerzahl | Höchste Zuschauerzahl | Niedrigste Zuschauerzahl | Durchschnittliche Zuschauerzahl |
| ------- | ------------- | ----- | --------------------- | --------------------- | ------------------------ | ------------------------------- |
| 2023/24 | Thai League 2 | 2     | 13.838                | 1.750                 | 272                      | 814                             |
| 2024/25 | Thai League 2 | 2     | 32.292                | 4.820                 | 1.173                    | 2.018                           |
| 2025/26 | Thai League   | 1     |                       |                       |                          |                                 |

## Sponsoren
| Jahr    | Ausrüster  | Trikotsponsor          | Andere Trikotsponsoren |
| ------- | ---------- | ---------------------- | ---------------------- |
| 2022/23 | Versus     | Dragon Solar Roof      |                        |
| 2023/24 | Versus     | Dragon Solar Roof, Leo |                        |
| 2024/25 | Eigenmarke | Milk brand, Leo        |                        |